# Michal Kravčík
Michal Kravčík (* 3. února 1956 Ujezdec, Ukrajina) je slovenský hydrolog a environmentalista. Je držitelem Goldmanovy ceny za rok 1999, a to za své příspěvky o hospodaření s vodou slovenské řeky Torysy.
Odborná veřejnost na Slovensku označuje jeho názory jako odborně a vědecky neobhajitelné a kritizuje ho za to, že se vyhýbá odborné konfrontaci.

## Životopis
Michal Kravčík je vodohospodářský inženýr. Vystudoval Stavební fakultu Slovenské technické univerzity v Bratislavě. Pracoval 8 let ve Slovenské akademii věd. Zabývá se ekologickými otázkami integrovaného managementu povodí. Publikoval řadu prací, včetně knihy Voda pre ozdravenie klímy – Nová vodná paradigma (2007). Je zakládajícím členem a předsedou nevládní organizace Ľudia a voda. Je členem organizace ASHOKA.
V letech 1992 až 1998 se postavil proti výstavbě přehrady u obce Tichý Potok na řece Toryse. Vládní projekt byl i jeho zásluhou zastaven a nakonec zrušen. Za tyto aktivity byl v roce 1999 oceněn Goldmanovou cenou.
Na konci roku 2002 podepsalo dvacet odborníků na vodohospodářství prohlášení, ve kterém označilo názory Michala Kravčíka za odborně a vědecky neudržitelné. Vycházejí podle nich zčásti z nepravdivých údajů a vedou k účelovým interpretacím. Kravčík se podle signatářů odmítá účastnit odborných konferencí, kde by mohly být jeho názory podrobené vědecké konfrontaci.
V roce 2005 byl garantem projektu Vodní les na obnovu kalamitou postiženého porostu nad Horním Smokovcem ve Vysokých Tatrách spojenou s výstavbou malých přehradních nádržek. Projekt financovala Slovenská spořitelna. Jeho přínos byl podroben odborné kritice.
Prosazuje názor, že na globálních klimatických změnách se zásadně podílí rozbití tzv. malého vodního cyklu.
V říjnu 2010 slovenská vláda schválila Program revitalizace krajiny a integrovaného managementu povodí Slovenské republiky, Kravčík byl jeho iniciátorem a stal se vedle Martina Kováče jedním z jeho gestorů. Program osobně prosazovala premiérka Iveta Radičová. Projekt s náklady 42 milionů euro byl kritizován slovenskou vědeckou komunitou, kladně byl naopak hodnocen obcemi. Zastavilo ho ministerstvo životního prostředí v prosinci 2012. V době svého působení na úřadě vlády se Kravčík musel bránit obviněním z konfliktu zájmů a využívání své pozice k získávání prostředků z veřejných zdrojů.

### Odpor proti výstavbě přehrady u Tichého Potoka

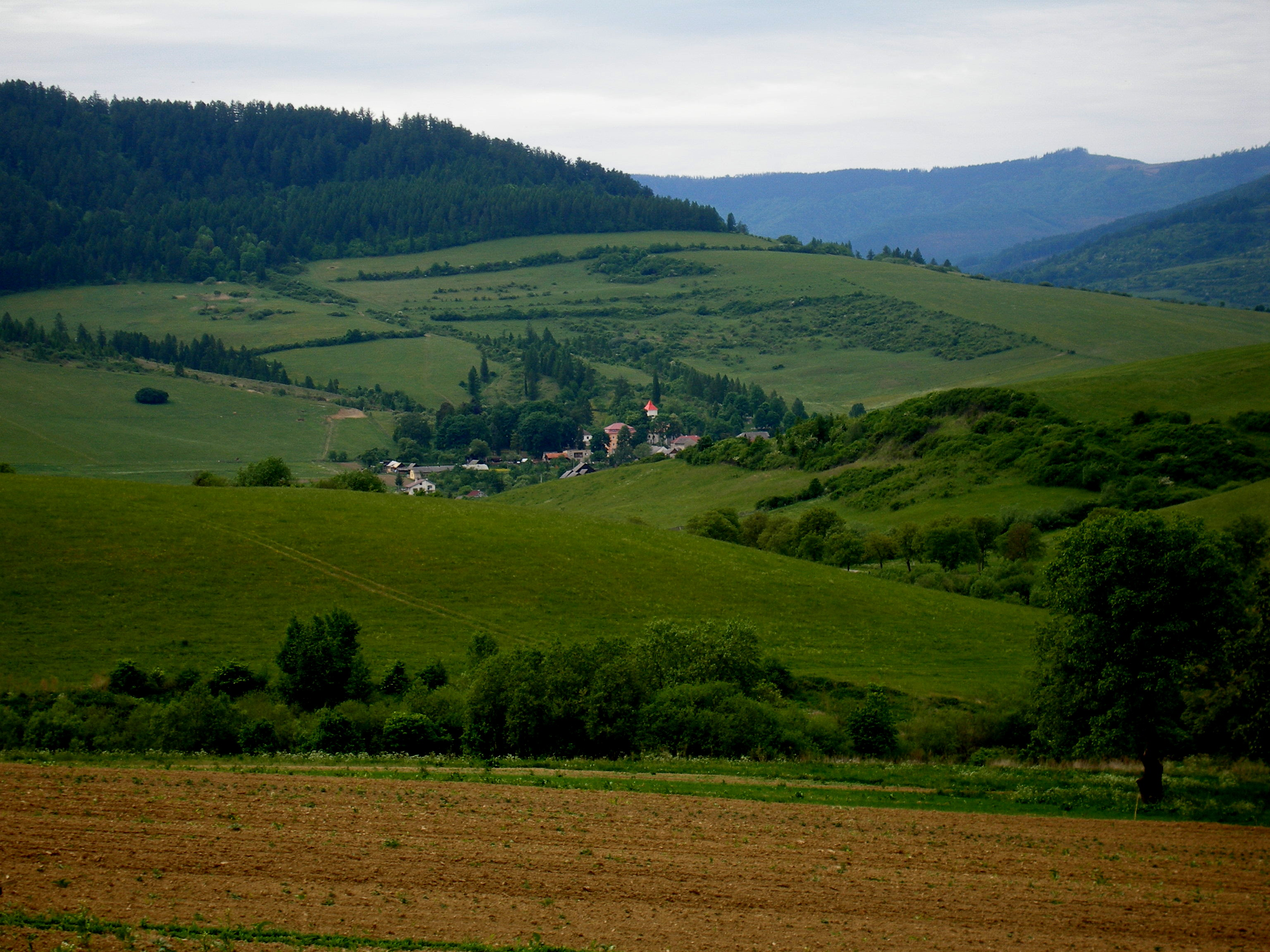
Tichý Potok

V roce 1992 slovenská vláda oživila nápad z éry komunistů vybudovat přehradu u obce Tichý Potok na horním toku řeky Torysy. Projekt měl zajistit pitnou vodu pro města na východním Slovensku, zejména pokud by došlo k jejímu nedostatku. Investice by ovlivnila přírodní prostředí venkova a znamenala by zánik čtyř 700 let starých obcí. Kravčík s myšlenkou nesouhlasil. Tvrdil, že stávající nádrže pitné vody nebyly využity v plném rozsahu, spotřeba vody obecně klesala a obrovské množství vody se ztrácelo v distribuční síti. V roce 1993 navrhl řešení problému s názvem Voda pro třetí tisíciletí. Jen o rok později navrhl zavedení Modré alternativy, která představuje způsob, jak zaručit stejné množství vody s pětinovou investicí. Jedním z nástrojů měla být decentralizace – tj. vybudování 35 mikronádrží, jezů a přehrad na místních malých vodních tocích. Alternativa také měla ochránit vesnice a podporovat zemědělství. Ministerstvo životního prostředí ale návrh zamítlo. 
Kravčíkova organizace Ľudia a voda v letech 1995 až 1996 uspořádala letní tábory, jejichž účastníci vybudovali několik malých vodních nádrží. K dokončeným stavbám následně pozval novináře. Ještě větší pozornost k jeho projektům přitáhly pokuty, které organizace Ľudia a voda dostala za nepovolené stavby. V roce 1996 nakonec vláda od plánu výstavby přehrady u Tichého Potoka ustoupila.
Kravčík ale se svými aktivitami nepřestal. Vytvořil program Vesnice pro třetí tisíciletí, zaměřený na rozvoj 24 vesnic v oblastech ekologického zemědělství, agroturistiky, místních řemesel, marketingu atd. Kravčík zahájil i projekt Obec a demokracie, do kterého se zapojilo 164 vesnic v horské oblasti Levoči. Místním představil možnosti demokratických procesů a pomohl vytvořit udržitelnou otevřenou společnost. V roce 1998 rozšířil svou činnost na celostátní úroveň a zapojil se do předvolební kampaně projektem voličského vzdělávání, jenž přispěl ke konci Mečiarovy vlády, která s myšlenkou přehrady u Tichého Potoka přišla.